# ۹۷۲ (میلادی)
۹۷۲ (میلادی) نهصد و هفتاد و دومین سال تقویم میلادی است.